# Williamsburg (Brooklyn)
Pour les articles homonymes, voir Williamsburg.
Williamsburg est un quartier de la ville de New York, situé dans l'arrondissement de Brooklyn. Le quartier a donné son nom au pont de Williamsburg, qui relie Brooklyn à l'East Village et au Lower East Side, situés à Manhattan, en franchissant l'East River.
Plusieurs lignes du métro de New York desservent ce quartier: la L ainsi que les lignes de la BMT Nassau Street Line (J, M et Z). 
Le quartier est multi-ethnique et attire de nombreux artistes ainsi que d'anciens habitants de l'île moyenne de Manhattan ; on y retrouve plusieurs représentants du mouvement hipster. Le quartier compte également une importante communauté juive orthodoxe, notamment des hassidiques de la dynastie hassidique de Satmar.

## Démographie
Composition ethno-raciale en 2010, :
- Blancs non hispaniques (86,2 %)
- Hispaniques et Latinos (10,5 %)
- Asiatiques (0,1 %)
- Noirs (2,4 %)
- Métis (0,5 %)
- Autres (0,3 %)

Selon l'American Community Survey, pour la période 2008-2012, 70,34 % de la population âgée de plus de 5 ans déclare parler yiddish à la maison, 13,04 % déclare parler l'espagnol, 11,72 % l'anglais, 2,68 % l'hébreu, 0,61 % le hongrois, 0,60 % le russe et 1,02 % une autre langue.

## Dans la culture populaire
La série Unorthodox dépeint en partie la communauté hassidique de Williamsburg. Elle retrace l’histoire vécue par l’autrice Deborah Feldman. 
La série télévisée 2 Broke Girls se déroule dans ce quartier.